# Agrias narcissus
Agrias narcissus är en fjärilsart som beskrevs av Otto Staudinger 1885 . Agrias narcissus ingår i släktet Agrias och familjen praktfjärilar. Inga underarter finns listade i Catalogue of Life.

## Bildgalleri

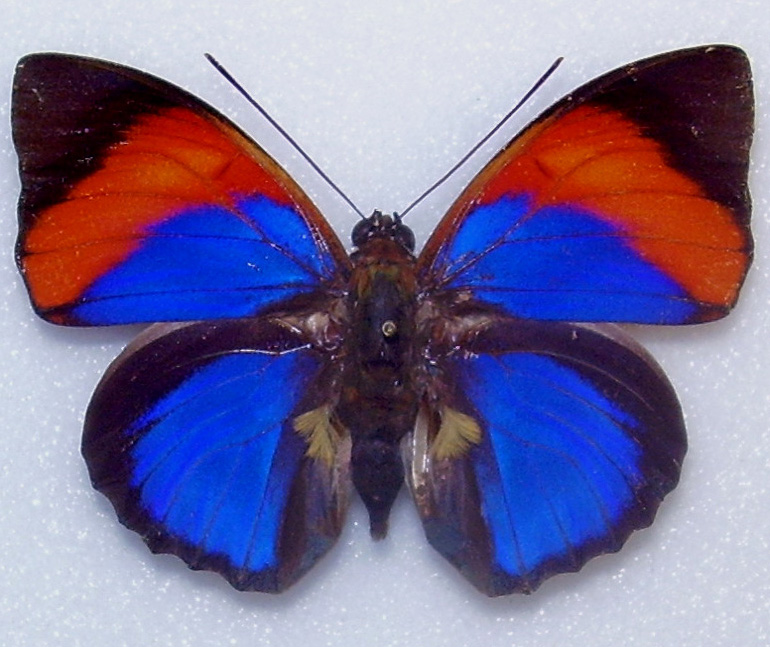